# Wolters Kluwer

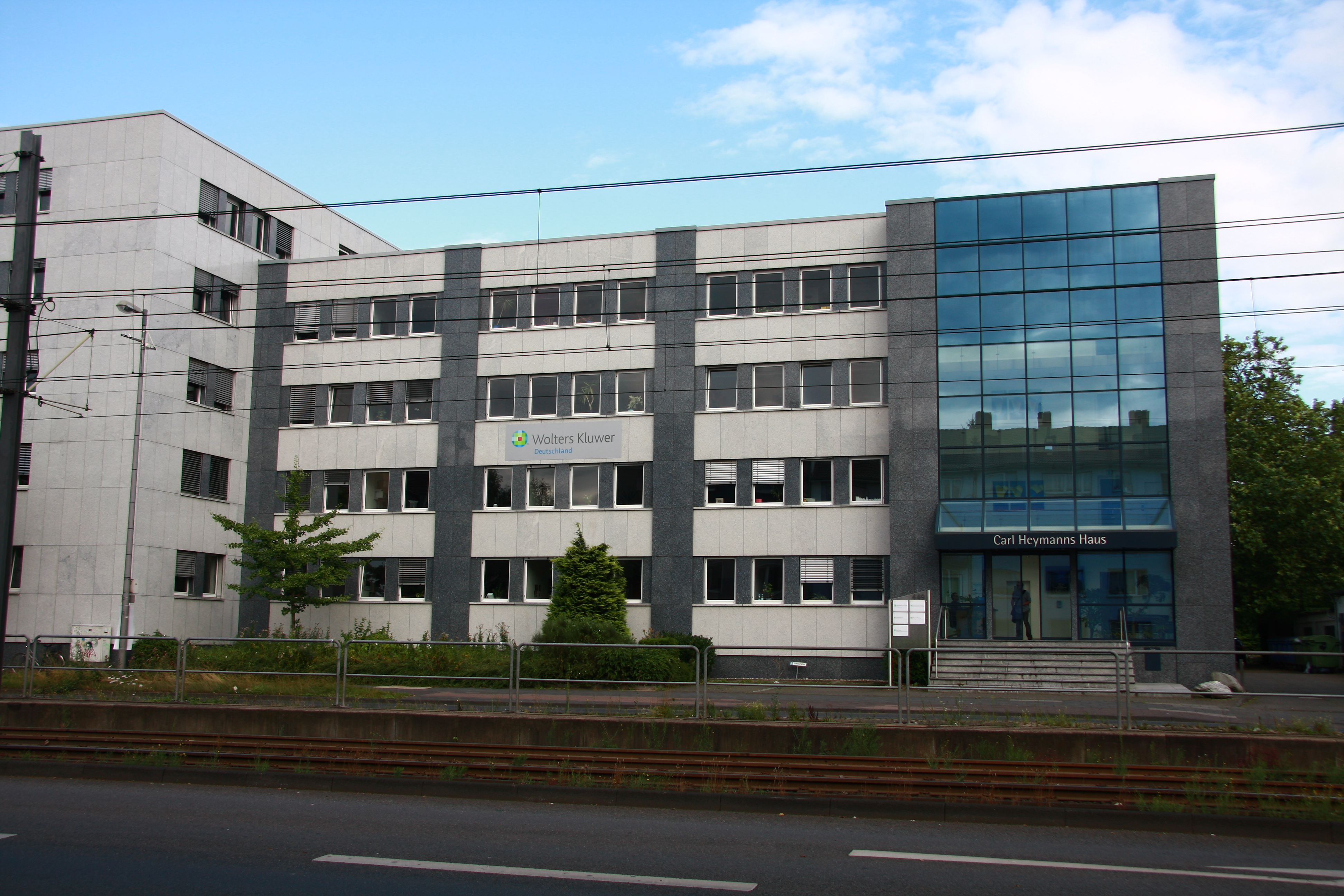
Wolters Kluwer Duitsland in Keulen

Wolters Kluwer is een Nederlandse informatieleverancier en uitgeverij die ontstond door de fusie in 1987 van uitgeverijen Kluwer en Wolters-Samsom.

## Activiteiten
Bij Wolters Kluwer werken circa 21.400 mensen en het bedrijf behaalde een totale omzet van 5,6 miljard euro in 2023.
De activiteiten zijn ondergebracht in vijf bedrijfsonderdelen:
- Gezondheidszorg (Health), met informatie voor medici;
- Fiscaal & Accountancy (Tax & Accounting), met informatie voor accountants en belastingdeskundigen;
- Compliance (Financial & Corporate Compliance), met informatie voor risicomanagers, bijvoorbeeld voor overnames en beursintroducties;
- Juridisch en Financieel (Legal & Regulatory), geeft informatie om financiële instellingen te helpen voldoen aan verplichtingen naar externe toezichthouders
- Corporate Performance & ESG, levert software aan bedrijven voor de verantwoording op het gebied van duurzaamheid en verantwoord ondernemen.

Van de totale omzet wordt ruim 60% in Noord-Amerika gerealiseerd, in Europa iets minder dan een derde, waarvan zo'n 3-4% in Nederland. In de rest van de wereld, met name Australië, wordt minder dan 10% behaald. Zo'n 80% van de omzet wordt bereikt met de verkoop van abonnementen. Deze inkomsten zijn zeer stabiel. De informatie wordt vooral elektronisch aangeleverd, slechts een heel klein deel van de omzet wordt nog behaald met de verkoop van publicaties in druk en dit aandeel neemt structureel af. Wolters Kluwer bedient klanten in meer dan 180 landen en heeft vestigingen in meer dan 40 landen.
Het bedrijf heeft een beursnotering aan Euronext Amsterdam en maakt deel uit van de AEX-index. De belangrijkste Nederlandse concurrent van het bedrijf is RELX.

## Geschiedenis
In 1836 begon J.B. Wolters een boekwinkel in Groningen, waaruit uitgeverij J.B. Wolters voortkwam. In 1858 kreeg Wolters naast de deur een concurrent: P. Noordhoff. Beide Groningse uitgevers waren vooral actief in de markt die betrekking had met het onderwijs.
In 1882 werd drukkerij en uitgeverij Samsom in Alphen aan den Rijn opgericht door gemeentesecretaris en gemeenteontvanger Nicolaas Samsom (1844-1917), die er brood in zag de nieuw opgelegde gemeentelijke administratieve taken te stroomlijnen door het inrichten van administrative systemen en het ontwerpen van gestandaardiseerde, gebruikersvriendelijke formulieren. Nieuwe wetgeving maakte nieuwe formulieren nodig en aan het eind van de 19e eeuw hadden tienduizenden formulieren, registers en modellen hun weg naar gebruikers bij de overheid en het onderwijs gevonden. Omdat de uitgever vervolgens de behoefte zag aan gedrukte wetteksten en wetscommentaren, ontstond de boekenuitgeverij. Tijdens zowel de Eerste als de Tweede Wereldoorlog had het bedrijfsleven meer dan ooit behoefte aan efficiëntie en dus aan formulieren en administratieve systemen. Uitgeverij Samsom voorzag in die behoefte.
In 1889 richtte de onderwijzer Æbele Everts Kluwer (1861-1933) een uitgeverij op. Deze richtte zich aanvankelijk geheel op het onderwijs maar verbreedde al spoedig tot sport, geneeskunde, landbouw en veeteelt, techniek en het bedrijfsleven (1898: weekblad Vraag en Aanbod). In 1909 werd de uitgave Vakstudie (voor de fiscalist) aangekocht. Vanaf toen was Kluwer marktleider in de literatuur over fiscale regelgeving. De in 1929 opgerichte NV Uitgeversmaatschappij Æ E Kluwer stond onder leiding van drie zoons van de oprichter: Evert, Nico en Æbele. Met de verschijning van het eerste nummer van de Nederlandsche Jurisprudentie in 1913 brak Wolterus Everhardus Jonas Tjeenk Willink (1873-1933) door als juridisch uitgever.

### Na de Tweede Wereldoorlog
In 1968 vond een fusie plaats tussen W.E.J. Tjeenk Willink en Kluwer. In hetzelfde jaar fuseerden Wolters en Noordhoff tot Wolters-Noordhoff. In 1970 fuseerden Sijthoff (uitgever van publieksuitgaven) en Samsom onder de naam ICU (Informatie & Communicatie Unie).
In de jaren 70 vonden de eerste experimenten met elektronische databases plaats. Na 1970 begaf Kluwer zich op het overnamepad. Kluwer nam onder andere de volgende uitgeverijen over: Gouda Quint, Noorduijn, Martinus Nijhoff (die onder andere de Van Dale uitgeeft en waarvan De Erven F. Bohn, Scheltema & Holkema dochterbedrijven waren), Stenfert Kroese, Van Loghum Slaterus, Stam, ten Hagen en Libresso. De overgenomen uitgeverijen werden in groepen verdeeld en bleven onder eigen naam werken. De fondsen (boektitels) werden in geringe mate herverdeeld met het oog op de versterkte focus die elke uitgeverij kreeg.
In 1972 fuseerde de ICU-groep met Wolters-Noordhoff en de juridische uitgever voor het onderwijs, H.D. Tjeenk Willink. In 1983 wijzigde de naam van deze uitgeverij in Wolters Samsom-groep. In de jaren 80 werd de wettendatabank ontwikkeld en vanaf eind jaren 80 was er een forse omzetstijging door cd-rom producten.
In 1987 probeerde uitgeverij Elsevier Kluwer over te nemen middels een vijandig bod.  Elsevier had in 1986 een omzet van 1,6 miljard gulden en Kluwer kwam uit op 966 miljoen gulden. Door de traditionele uitgeverswereld, die nu grotendeels onderdeel was geworden van Kluwer, werd het concern Elsevier gezien als 'handelaren in gedrukt papier'. Elsevier topman Pierre Vinken werd dan ook gezien als een exponent van de niet-ambachtelijke uitgever, maar als een door geld gedreven ondernemer. Deze controverse leefde bij de aandeelhouders van Kluwer nog altijd. Een fusie met Elsevier, hoe aantrekkelijk het financiële bod ook was, moest pertinent voorkomen worden, zo leek de gedachte. Kluwer versnelde de reeds gestarte onderhandelingen met Wolters Samsom. Hetzelfde jaar vond de overname door Wolters Samsom plaats en ontstond Wolters Kluwer.
In 1997 werd Wolters Kluwer Nederland opgericht, met het hoofdkantoor in Deventer. Kluwer werd onderdeel van Wolters Kluwer Nederland. Kluwer bleef zelfstandig opereren als uitgever voor de juridische, fiscale en financiële markt, voor het midden- en kleinbedrijf en voor transport en logistiek.
In 2000 besloot Wolters Kluwer Nederland de werkmaatschappijenstructuur te verlaten. Sindsdien rapporteren de business units en service units direct aan het directieteam van Wolters Kluwer Nederland.

### Wolters Kluwer in Nederland
In 2001 hergroepeerde Wolters Kluwer Nederland zijn uitgeefactiviteiten in drie uitgeverijen: Kluwer, ten Hagen & Stam en Bohn Stafleu Van Loghum. Kluwer en Samsom integreerden tot één bedrijf onder de naam Kluwer. Vanaf 2002 veranderde Wolters Kluwer Nederland opnieuw. Ten Hagen & Stam en Bohn Stafleu Van Loghum werden verkocht. Wolters Kluwer Nederland richtte zich op activiteiten voor het concern binnen Nederland.
Sinds 2003 valt Kluwer onder de divisie Legal, Tax & Regulatory Europe van Wolters Kluwer. Per januari 2015 heet Kluwer ook in Nederland weer Wolters Kluwer en wordt de tagline 'When You Have To Be Right' ook in Nederland gebruikt. In de afgelopen jaren hebben zowel Kluwer als Wolters Kluwer een transformatie doorgemaakt naar een online informatiedienstverlener. In Nederland is het belangrijkste online product Kluwer Navigator.

#### Wolters-Noordhoff
Wolters-Noordhoff was vanaf 1987 de educatieve poot binnen Wolters Kluwer in Nederland. In 2007 besloot Wolters Kluwer dat deze tak niet meer tot de kernactiviteiten zou behoren, waarop een koper werd gezocht. De educatieve tak werd in 2007 verkocht aan investeringsmaatschappij Bridgepoint Capital voor bijna 800 miljoen euro, waarbij Wolters Kluwer bedong dat de naam Wolters door de koper niet gebruikt zou mogen worden. Daardoor kwam er een einde aan de band tussen Wolters en haar oorspronkelijke kroonjuweel, de Bosatlas, die nu wordt uitgegeven door Noordhoff Uitgevers.

### Wolters Kluwer België
In de zomer van 2002 werden de locaties Diegem en Deurne samen ondergebracht in Mechelen. Begin 2009 heeft de directie beslist om een naamsverandering door te voeren, Wolters Kluwer werd "gewoonweg" Kluwer.